# Chondrula beieri
Chondrula beieri is een slakkensoort uit de familie van de Enidae. De wetenschappelijke naam van de soort is voor het eerst geldig gepubliceerd in 1962 door Klemm.